# Tivat
Tivat (Montenegrijns: Тиват; Italiaans: Teodo; Albanees: Tivati) is een plaats en gemeente in het zuiden van Montenegro. In 2003 had de gemeente ongeveer 14.000 inwoners, waarvan bijna 10.000 in de stad Tivat zelf. De stad ligt in het midden van Boka en ten zuiden van de Vrmacberg. Nabij de stad ligt ook een vliegveld.
FK Grbalj is een betaaldvoetbalclub uit Tivat.
In 1991 was de samenstelling van de bevolking:
- Montenegrijnen (33.50%)
- Kroaten (23.10%)
- Serven (15.30%)
- Moslim van nationaliteit (2.13%)
- Albanezen (1.35%)

In 2003 was de samenstelling van de bevolking:
- Serven (35.19%)
- Montenegrijnen (29.95%)
- Kroaten (19.54%)
- Moslim van nationaliteit (1.14%)
- Albanezen (1.06%)